# Мадерас
Маде́рас (ісп. Maderas) — згаслий стратовулкан на півдні острова Ометепе, розташованого на озері Нікарагуа, в однойменній країні Центральної Америки. Висота вулкана, за даними Global Volcanism Program, становить 1 394 м. Мадерас — найменший із двох вулканів, що утворюють острів Ометепе. На відміну від Консепсьйона, другого вулкана на острові, Мадерас не був активним в історичні часи. На його вершині лежить кратерне озеро.
Схили вулкана — одне з небагатьох місць на тихоокеанському боці Нікарагуа, де росте хмарний ліс. Друге таке місце в Нікарагуа — вулкан Момбачо (ісп. Mombacho). Вулканічний ліс характеризується наявністю різноманітного рослинного й тваринного світу, що стало можливим завдяки високому рівню вологості. На території вулкана було знайдено доісторичні петрогліфи.
Підкорення вершини вулкана — популярне заняття серед туристів. Сьогодні туристи мусять найняти гіда, щоб піднятися на вершину, оскільки раніше кілька туристів заблукали. Екскурсія до вершини може бути складною, з крутими схилами, що стають брудними під час дощу. На острові Ометепе часто дощить, тому ковзкий підйом цілком можливий. 
На вулкані трапляється багато видів тварин: приматів, метеликів тощо.  

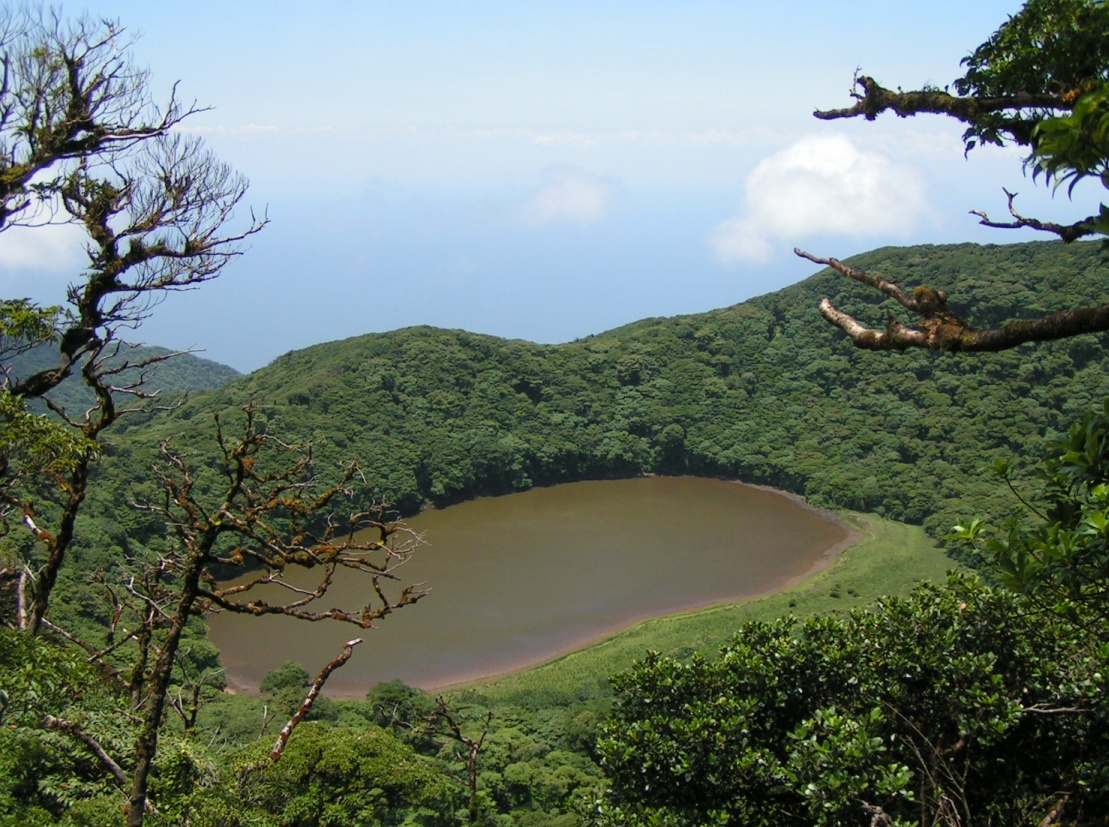
Кратерне озеро на вершині вулкана (Laguna de Maderas)